# Rectoseptaglomospiranella
Rectoseptaglomospiranella es un género de foraminífero bentónico de la subfamilia Septabrunsiininae, de la familia Tournayellidae, de la superfamilia Tournayelloidea, del suborden Fusulinina y del orden Fusulinida. Su especie tipo es Septaglomospiranella (Rectoseptaglomospiranella) asiatica. Su rango cronoestratigráfico abarca desde el Fameniense superior (Devónico superior) hasta el Tournaisiense (Carbonífero inferior).

## Discusión
Algunas clasificaciones más recientes incluyen Rectoseptaglomospiranella en la familia Septabrunsiinidae, de la superfamilia Lituotubelloidea, del suborden Tournayellina, del orden Tournayellida, de la subclase Fusulinana y de la clase Fusulinata.

## Clasificación
Rectoseptaglomospiranella incluye a las siguientes especies:
- Rectoseptaglomospiranella asiatica †
- Rectoseptaglomospiranella corinata †
- Rectoseptaglomospiranella memmiae †
- Rectoseptaglomospiranella memmii †
- Rectoseptaglomospiranella plectogyroides †
- Rectoseptaglomospiranella postromanica †
- Rectoseptaglomospiranella posturalica †
- Rectoseptaglomospiranella praeelegantula †
- Rectoseptaglomospiranella uchtovica †